# Birstaler Muskat
Die Rebsorte Birstaler Muskat ist eine Tafeltraubensorte. Er ist eine Neuzüchtung aus dem Jahr 1986 zwischen Seyval Blanc × Bacchus aus der Schweiz; Züchter dieser Kreuzung ist Valentin Blattner aus Soyhières im Kanton Jura. Durch den Anteil von Seyval Blanc gehört der Birstaler Muskat zur Familie der Hybridreben. Der Rebbestand in der Schweiz liegt bei 0,48 Hektar (Stand 2007, Quelle: Office fédéral de l'agriculture OFAG) Die Rebsorte Réselle stammt aus der gleichen Zuchtreihe.
Namensgebend ist die Birs (frz. La Birse),  ein 73 Kilometer langer Nebenfluss des Rheins im Schweizer Juragebirge.
Sein Wuchs ist kräftig und aufrecht. Seine Reife beginnt Ende August bis September. Er besticht durch eine sehr lange Erntezeit, die durch Lockerbeerigkeit möglich wird. Durch die Lockerbeerigkeit trocknen die Beeren schnell ab und sind weniger anfällig für Pilzerkrankungen. Die Trauben sind mittelgroß und lockerbeerig. Farblich sind sie gelbgrün und in der Form meist rund. Ihr Geschmack lässt sich als feiner Muskatgeschmack beschreiben.
Die Reben haben eine sehr gute Toleranz gegen Echten und Falschen Mehltau und eine gute Frosthärte. Die Beeren schrumpfen bei Überreife rosinenartig ein. Birstaler Muskat gehört zur Familie der Hybridreben. Sie besitzt zwittrige Blüten und ist somit selbstfruchtend. Beim Weinbau wird der ökonomische Nachteil vermieden, keinen Ertrag liefernde, männliche Pflanzen anbauen zu müssen.